# Polyotidium huebneri
Polyotidium es un género monotípico de orquídeas. Su única especie: Polyotidium huebneri (Mansf.) Garay, es originaria de Colombia, Venezuela y Brasil. 

## Descripción
Polyotidium es un género monotípico cuya especie es epifita de tamaño  pequeño y de crecimiento cespitoso, se encuentra en zonas cálidas, oscuras e inundadas del Amazonas.
Las plantas son rizoma corto y pseudobulbos muy pequeños, ovoides, algo alargados, con una hoja angosta única, bastante carnosa y lanceolada. La inflorescencia emerge de la axila de las vaina que recubren el pseudobulbo, es racemosa, ligeramente más larga que la hoja, erecta o arqueada, con muchas flores algo espaciadas, de color rojizo, que se abren de forma sucesiva y contienen dos polinias.

## Evolución, filogenia y taxonomía
Fue propuesto por Garay en Botanical Museum Leaflets 18: 105 en 1958, cuando publicó Polyotidium huebneri (Mansf.) Garay, anteriormente publicada por Rudolf Mansfeld como Hybochilus huebneri como especie tipo del género. 
Polyotidium junto con Quekettia, Trizeuxis, Plectrophora, Cypholoron y Pterostemma, forman un pequeño subgrupo de siete géneros, que en conjunto constituyen uno de los grupos  de la subtribu Oncidiinae, cuyas relaciones y  clasificación siguiendo criterios filogenéticos aún no está bien definidas.
Etimología
Polyotidium: nombre genérico que es una referencia a los cuatro aurículas presentes en las columnas  de las flores de este género.
huebneri: epíteto
Sinonimia
- Hybochilus huebneri Mansf.[1]